# 香港2015年度授勳及嘉獎名單
香港2015年度授勳及嘉獎名單，2015年7月1日於憲報刊登，共有298人獲頒授勳銜及作出嘉獎，這是香港回歸以來第18份授勳名單。勳銜頒授典禮於10月31日在禮賓府舉行。

## 授勳及嘉獎名單

### 大紫荊勳章
- 曾鈺成議員，大紫荊勳賢，GBS，JP
- 鄭耀棠議員，大紫荊勳賢，GBS，JP
- 何世柱先生，大紫荊勳賢，GBS，JP
- 李達三博士，大紫荊勳賢，JP

### 金紫荊星章
- 周松崗議員，GBS，JP
- 苗禮治勳爵，GBS（The Right Honourable the Lord MILLETT）
- 張宇人議員，GBS，JP
- 黃鴻超先生，GBS，JP
- 王英偉博士，GBS，JP
- 李家傑博士，GBS，JP
- 韋志成先生，GBS，JP
- 林樹哲先生，GBS
- 簡福飴先生，GBS
- 曾偉雄先生，GBS，PDSM
- 顧嘉煇先生，GBS
- 伍爾夫勳爵，GBS（The Right Honourable the Lord WOOLF of Barnes）
- 林建岳博士，GBS
- 蔡伯勵先生，GBS

### 金英勇勳章
- 梁國基先生，MBG（追授）

### 銀紫荊星章
- 盧偉國議員，SBS，MH，JP
- 釋智慧法師，SBS
- 黃志光先生，SBS，JP
- 潘英光先生，SBS，JP
- 王榮珍女士，SBS，JP
- 彭長緯先生，SBS，JP
- 郭慶偉先生，SBS，JP
- 陳清霞博士，SBS，JP
- 陳章明教授，SBS，JP
- 馬耀添先生，SBS，JP
- 梁憲孫教授，SBS，JP
- 馬維騄先生，SBS，PDSM
- 包鍾倩薇法官，SBS（The Honourable Mrs. Justice Verina Saeeda BOKHARY）

### 紀律部隊及廉政公署卓越獎章
香港警察卓越獎章
- 吳徐鳳英女士，PDSM
- 李伯樂先生，PDSM（Mr. John Paul RIBEIRO）
- 孟義勤先生，PDSM（Mr. Peter Roderick MORGAN）
- 羅夢熊先生，PDSM

香港消防事務卓越獎章
- 李建日先生，FSDSM
- 楊世謙先生，FSDSM
- 楊鍾孝先生，FSDSM

香港入境事務卓越獎章
- 曾國衞先生，IDSM

香港海關卓越獎章
- 方大維先生，CDSM

香港懲教事務卓越獎章
- 鄧秉明先生，CSDSM

政府飛行服務隊卓越獎章
- 胡偉雄機長，MBS，GDSM

### 銅紫荊星章
- 何俊賢議員，BBS
- 姚思榮議員，BBS
- 麥美娟議員，BBS，JP
- 李德康先生，BBS，MH，JP
- 吳錦津先生，BBS，MH，JP
- 陳雲生先生，BBS，MH，JP
- 溫悅昌先生，BBS，MH，JP
- 吳志榮先生，BBS，MH，JP
- 李家仁醫生，BBS，MH，JP
- 孫國林先生，BBS，MH，JP
- 陳黃麗娟博士，BBS，MH，JP
- 陳嘉敏女士，BBS，JP
- 朱蘭英女士，BBS，JP
- 施榮懷先生，BBS，JP
- 郁德芬博士，BBS，JP
- 梁蘇淑貞女士，BBS，JP
- 陳英儂博士，BBS，JP
- 麥業成先生，BBS，JP
- 黃仕進教授，BBS，JP
- 黃銘滔先生，BBS，JP
- 廖昭薰女士，BBS，JP
- 潘祖明博士，BBS，JP
- 蔡涯棉先生，BBS，JP
- 鄧佑財先生，BBS，JP
- 鄭恩基先生，BBS，JP
- 駱應淦先生，BBS，JP
- 吳貴雄先生，BBS，MH
- 周錦祥先生，BBS，MH
- 李有全先生，BBS
- 鄧慶業先生，BBS
- 伍澤連先生，BBS，MH
- 李賢義先生，BBS，MH
- 邱錦平先生，BBS，MH
- 鍾孟齊先生，BBS，MH
- 王少華女士，BBS
- 任詠華教授，BBS
- 伍崇正先生，BBS
- 施榮恆先生，BBS
- 容啟亮教授，BBS
- 袁錦華先生，BBS
- 馬正興醫生，BBS
- 張泰超先生，BBS
- 梁安琪女士，BBS
- 許奇鋒先生，BBS
- 郭譚玉英女士，BBS
- 陳文洲先生，BBS
- 馮家彬先生，BBS
- 黃良柏先生，BBS
- 黃敏利博士，BBS
- 鄭寶玲女士，BBS
- 蘇陳偉香女士，BBS

### 銅英勇勳章
- 呂鵬雄先生，MBB
- 曾志浩先生，MBB

### 紀律部隊及廉政公署榮譽獎章
香港警察榮譽獎章
- 王四順先生，PMSM
- 陳健雄先生，PMSM
- 麥力高先生，PMSM
- 伍振輝先生，PMSM
- 朱漢強先生，PMSM
- 呂啟文先生，PMSM
- 李康民先生，PMSM
- 林志棠先生，PMSM
- 林曼茜女士，PMSM
- 馬信光先生，PMSM
- 張少倫先生，PMSM
- 張季祈先生，PMSM
- 張德強先生，PMSM
- 許桂生先生，PMSM
- 陳祖光先生，PMSM
- 陳偉文先生，PMSM
- 曾松基先生，PMSM
- 馮樂智女士，PMSM
- 劉賜蕙女士，PMSM
- 歐陽照剛先生，PMSM
- 鄭福全先生，PMSM
- 鍾逸祥先生，PMSM

香港消防事務榮譽獎章
- 吳懋發先生，FSMSM
- 杜潤明先生，FSMSM
- 周駿軒先生，FSMSM
- 莫景華先生，FSMSM
- 莫禮培先生，FSMSM
- 黃新年先生，FSMSM
- 蔡艾雲先生，FSMSM

香港入境事務榮譽獎章
- 郭林懿軍女士，IMSM
- 蔡裕能先生，IMSM
- 周澤先生，IMSM
- 黃國橋先生，IMSM

香港海關榮譽獎章
- 林振強先生，CMSM
- 麥凱雲先生，CMSM
- 黃瑞祥先生，CMSM
- 黃漢釗先生，CMSM

香港懲教事務榮譽獎章
- 王雨荷女士，CSMSM
- 吳漢澄先生，CSMSM
- 區上力先生，CSMSM
- 楊紹華先生，CSMSM
- 鄭炳佳先生，CSMSM

香港廉政公署榮譽獎章
- 梁醒光先生，IMS
- 陳鄧玉顏女士，IMS
- 勞發耀先生，IMS

### 榮譽勳章
- 薩智生先生，MH
- 梁德華先生，MH
- 李汝大博士，MH
- 余漢坤先生，MH，JP
- 黎雅明先生，MH，JP（Mr. Amirali Bakirali NASIR, J.P.）
- 顏吳餘英女士，MH，JP
- 張仁康工程師，MH
- 陳連偉先生，MH
- 何國華先生，MH
- 林峰先生，MH
- 莊健成先生，MH
- 陳偉坤先生，MH
- 麥謝巧玲女士，MH
- 潘志成先生，MH
- 潘國山先生，MH
- 譚見強先生，MH
- 文子安牧師，MH
- 周錦威博士，MH
- 梁照誠先生，MH
- 陳炎培先生，MH
- 陳晞文女士，MH
- 麥志仁先生，MH
- 麥顯坤先生，MH
- 彭華根先生，MH
- 黃若嫻修女，MH
- 潘慶輝先生，MH
- 蔡嘉銓先生，MH
- 鄭結文先生，MH
- 丁志輝先生，MH
- 王明凡先生，MH
- 石偉雄先生，MH
- 伍偉雄先生，MH
- 伍新華先生，MH
- 朱仲華先生，MH
- 何淑嫻教授，MH
- 何紹章先生，MH
- 何榮添博士，MH
- 吳明珍女士，MH
- 吳偉權先生，MH
- 李玉清女士，MH
- 李偉德先生，MH
- 李德光先生，MH
- 林勁先生，MH
- 林靜雯教授，MH
- 容海先生，MH
- 張俊勇先生，MH
- 張美娟女士，MH
- 張國池先生，MH
- 許智文教授，MH
- 陳兆麟先生，MH
- 陳國威先生，MH
- 陳瑞端教授，MH
- 單錦城博士，MH
- 曾裕博士，MH
- 馮丹媚女士，MH
- 黃一峰先生，MH
- 黃家寧先生，MH
- 黃栢鳴先生，MH
- 萬瑞庭先生，MH（Mr. Rolf Peter van ZUIDEN）
- 董秀英醫生，MH
- 趙耀年先生，MH
- 劉庭亮先生，MH
- 蔡香君女士，MH
- 鄧勵先生，MH（Mr. Michael TANNER）
- 鄭長庚先生，MH
- 鄭建韓先生，MH
- 鄭國輝先生，MH
- 黎留芬女士，MH
- 蕭立基先生，MH
- 駱坤海先生，MH
- 韓世灝博士，MH
- 羅永順先生，MH
- 譚何錦文女士，MH
- 譚麗轉女士，MH

### 行政長官社區服務獎狀
- 余倩雯女士
- 沈豪傑先生
- 程志紅女士
- 黃楚峰先生
- 廖國華先生
- 鄭承峰博士
- 韋馬克先生（Mr. Mark Edward WRIGHT）
- 華路雲先生（Mr. Rowan VARTY）
- 毛漢先生（Mr. Mohan CHUGANI）
- 王泰鴻醫生
- 卡普先生（Mr. Jack Alfie CAPON）
- 禾獲特先生（Mr. Max John WOODWARD）
- 伍燕梅女士
- 朱浴龍先生
- 何希雯女士
- 何慧儀女士
- 余志明先生
- 吳舒婷女士
- 呂麗紅女士
- 巫家雄先生
- 李卡度先生
- 李皓晴女士
- 李嘉維先生
- 林榮磊先生
- 容婉珍女士
- 馬華強先生
- 高凡迪爾先生
- 張志坤先生
- 張明仔先生
- 梁志明先生
- 梁俊碩先生
- 梁根權先生
- 梁愛梅女士
- 梁銘標先生
- 梁燕平女士
- 梁灝雋先生
- 郭桂明先生
- 陳志生醫生
- 麥堅力先生（Mr. Alexander Robert McQUEEN）
- 森馬先生（Mr. Mohammad LIAQAT）
- 湯麥堅先生（Mr. Thomas William McQUEEN）
- 馮秀炎女士
- 黃君恒先生
- 黃夢瑩女士
- 黃劍清女士
- 黃毅輝先生
- 葉賜偉先生
- 廖敬棠先生
- 趙仲粦先生
- 劉帥賢博士
- 劉慧茵女士
- 蔡錦光先生
- 鄧韋樂先生
- 鄧超萌先生
- 鄭景文先生
- 鄭德富先生
- 盧善琳女士
- 盧錦欽先生
- 勵娜女士
- 戴國緯先生
- 謝寶茹女士
- 簡佩霞女士
- 譚湜琛先生
- 關騏昌先生
- Mr. Ashok Kumar GAHATRAJ SUNAR
- Dr. Rizwan ULLAH

### 行政長官公共服務獎狀
- 鄧成東機長，MBB
- 鄭家華先生，MBB
- 余錦光先生
- 周金惠玲女士
- 倪秉郎先生
- 徐佩宏博士
- 張少馨女士
- 陳金珠女士
- 黃明德先生
- 甄淑賢機長
- 潘德深先生
- 蔡貞停女士
- 蔡崇機先生
- 鄧倩碧女士
- 韓志剛先生
- 羅蔡妍芳女士
- 蘇佘靜文女士